# Karija (biljni rod)
Karija (hikorija, hikori, pekan ; lat. Carya), rod drveća iz porodice orahovki, dio je potporodice Juglandoideae. Postoji 20 vrsta i 9 notovrsta rasprostranjenih po Kini, Indokini i istoku Sjeverne Amerike

## Opis
To je listopadno drveće, od kojih su gorka, bijela i obična karija poznate kao prava hikorija. Listovi su naizmjenični, neparno perasti. Drvo je tvrdo, čvrsto i elastično. Teško se obrađuje, suši i impregnira i dobro polira. Upotrebljava se za izradu vagona, dijelove strojeva, u kolarstvu i stolarstvu, te izradi skija, vesala, saonica, štapova za golf.

## Vrste
1. Carya alba (L.) Nutt., bijela karija
2. Carya aquatica (F.Michx.) Nutt.
3. Carya carolinae-septentrionalis (Ashe) Engl. & Graebn.
4. Carya cathayensis Sarg.
5. Carya cordiformis (Wangenh.) K.Koch, gorka karija
6. Carya floridana Sarg.
7. Carya glabra (Mill.) Sweet, gola karija
8. Carya hunanensis C.C.Cheng & R.H.Chang
9. Carya illinoinensis (Wangenh.) K.Koch, pekan
10. Carya kweichowensis Kuang & A.M.Lu
11. Carya laciniosa (F.Michx.) Loudon, kraljevski orah
12. Carya luana C.Y.Deng & X.G.Xiang
13. Carya myristiciformis (F.Michx.) Nutt.
14. Carya ovalis (Wangenh.) Sarg.
15. Carya ovata (Mill.) K.Koch, obična karija
16. Carya pallida (Ashe) Engl. & Graebn.
17. Carya palmeri W.E.Manning
18. Carya poilanei (A.Chev.) J.-F.Leroy
19. Carya texana Buckley
20. Carya tonkinensis Lecomte
21. Carya ×brownii Sarg.
22. Carya ×collina Laughlin
23. Carya ×demareei E.J.Palmer
24. Carya ×dunbarii Sarg.
25. Carya ×laneyi Sarg.
26. Carya ×lecontei Little
27. Carya ×ludoviciana (Ashe) Little
28. Carya ×nussbaumeri Sarg.
29. Carya ×schneckii Sarg.